# Germano de Figueiredo
Germano Luís de Figueiredo, noto semplicemente come Germano (Alcântara, 23 dicembre 1932 – 14 luglio 2004), è stato un calciatore portoghese, di ruolo difensore.

## Caratteristiche tecniche
È stato un difensore centrale.

## Carriera
Con la maglia del Benfica vinse la Coppa dei Campioni nel 1961 e nel 1962 ed il campionato portoghese nel 1961, nel 1963, nel 1964 e nel 1965.

## Palmarès

### Club

#### Competizioni nazionali
- Campionato portoghese: 4

Benfica: 1960-1961, 1962-1963, 1963-1964, 1964-1965
- Coppa di Portogallo: 2

Benfica: 1961-1962, 1963-1964

#### Competizioni internazionali
- Coppa dei Campioni: 2

Benfica: 1960-1961, 1961-1962